# دومینیک کوپر
دامینیک کوپر (انگلیسی: Dominic Cooper؛ زاده ۲ ژوئن ۱۹۷۸) یک هنرپیشه اهل بریتانیا است. وی از سال ۱۹۹۵ میلادی تاکنون مشغول فعالیت بوده‌است.
از فیلم‌ها یا برنامه‌های تلویزیونی که وی در آن نقش داشته است می‌توان به جنون سرعت اشاره کرد. او با بازیگر چینی جما چان در رابطه است.

## فیلم‌شناسی
فهرست برخی از فیلم‌ها و سریالهایی که دومینیک کوپر در آنها به ایفای نقش پرداخته‌است:
- واعظ Preacher
- ماما میا!
- کاپیتان آمریکا: نخستین انتقام‌جو
- دوشس
- یک آموزش
- هفته‌ای که با مریلین گذراندم
- آبراهام لینکلن: شکارچی خون آشام
- بدل شیطان
- جنون سرعت
- مردی رو به زوال
- وارکرفت
- ناگفته‌های دراکولا
- شک منطقی
- ماما میا! دوباره شروع کنیم
- محاکمه خدا
- شاهدخت
- شروع کننده برای ۱۰